# Alsodes monticola
Az Alsodes monticola a kétéltűek (Amphibia) osztályának békák (Anura) rendjébe és az Alsodidae családba tartozó faj.

## Előfordulása
Az Alsodes monticola Chilében és Argentína Santa Cruz tartományában honos, bár argentínai előfordulását egyes források kétlik. Nincs információ arról, hogy mely élőhelyeket kedveli, de a típuspéldány élőhelye Chonos-szigetcsoport Inchy-szigetén tundra és Nothofagus erdők.